# Megalagrion calliphya
Megalagrion calliphya är en trollsländeart. Megalagrion calliphya ingår i släktet Megalagrion och familjen dammflicksländor.

## Underarter
Arten delas in i följande underarter:
- M. c. calliphya
- M. c. microdemas

## Bildgalleri

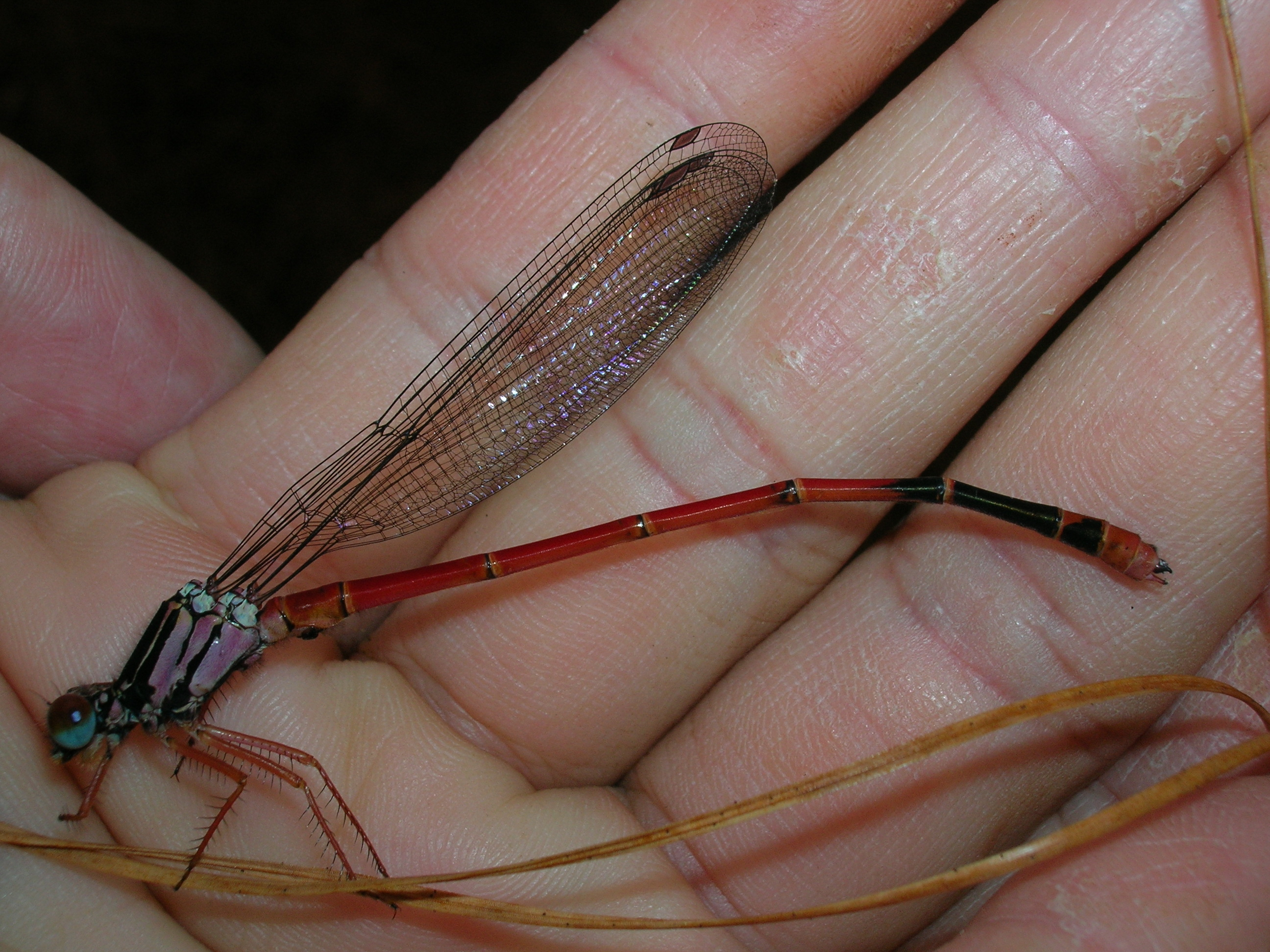
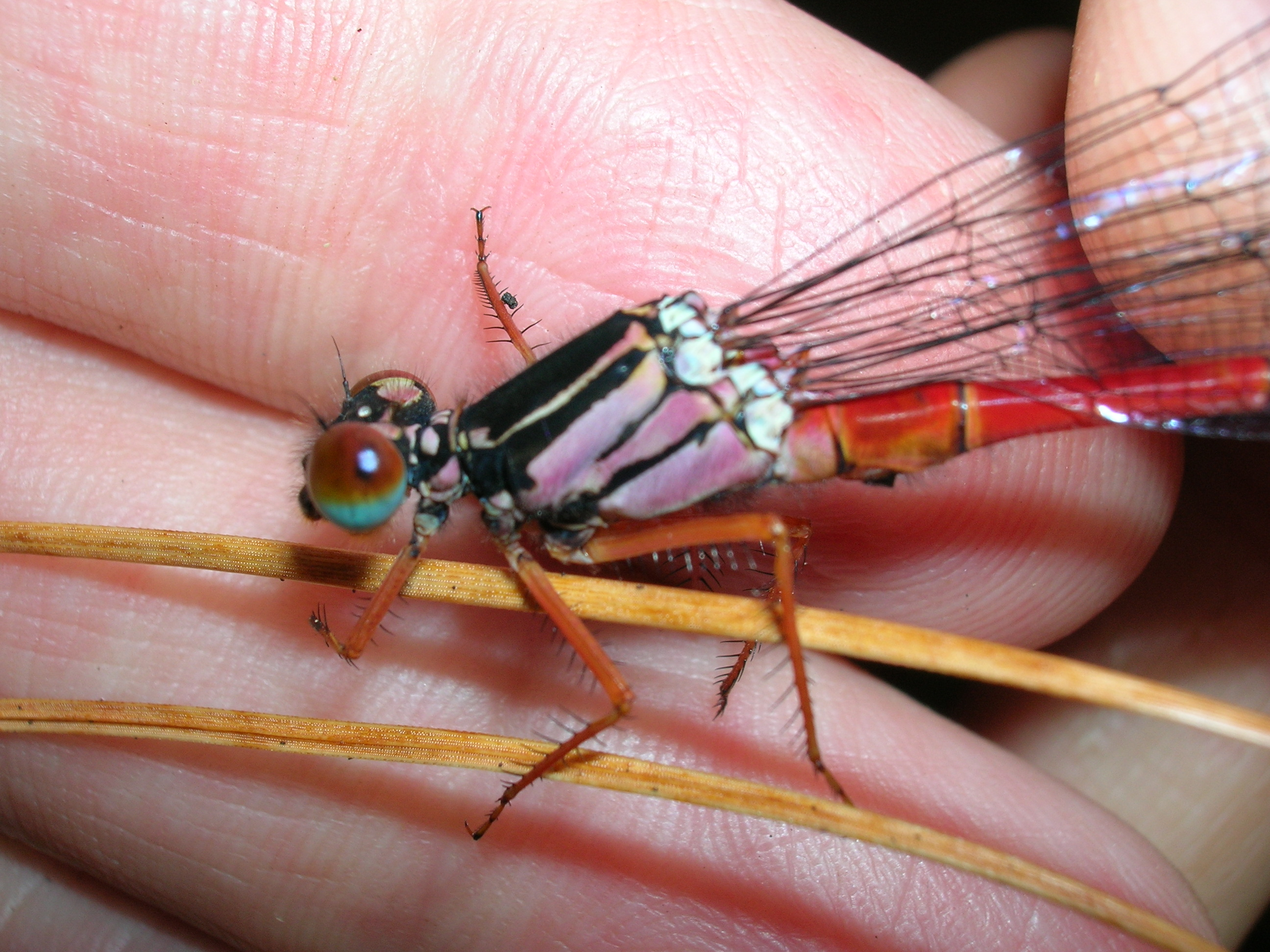
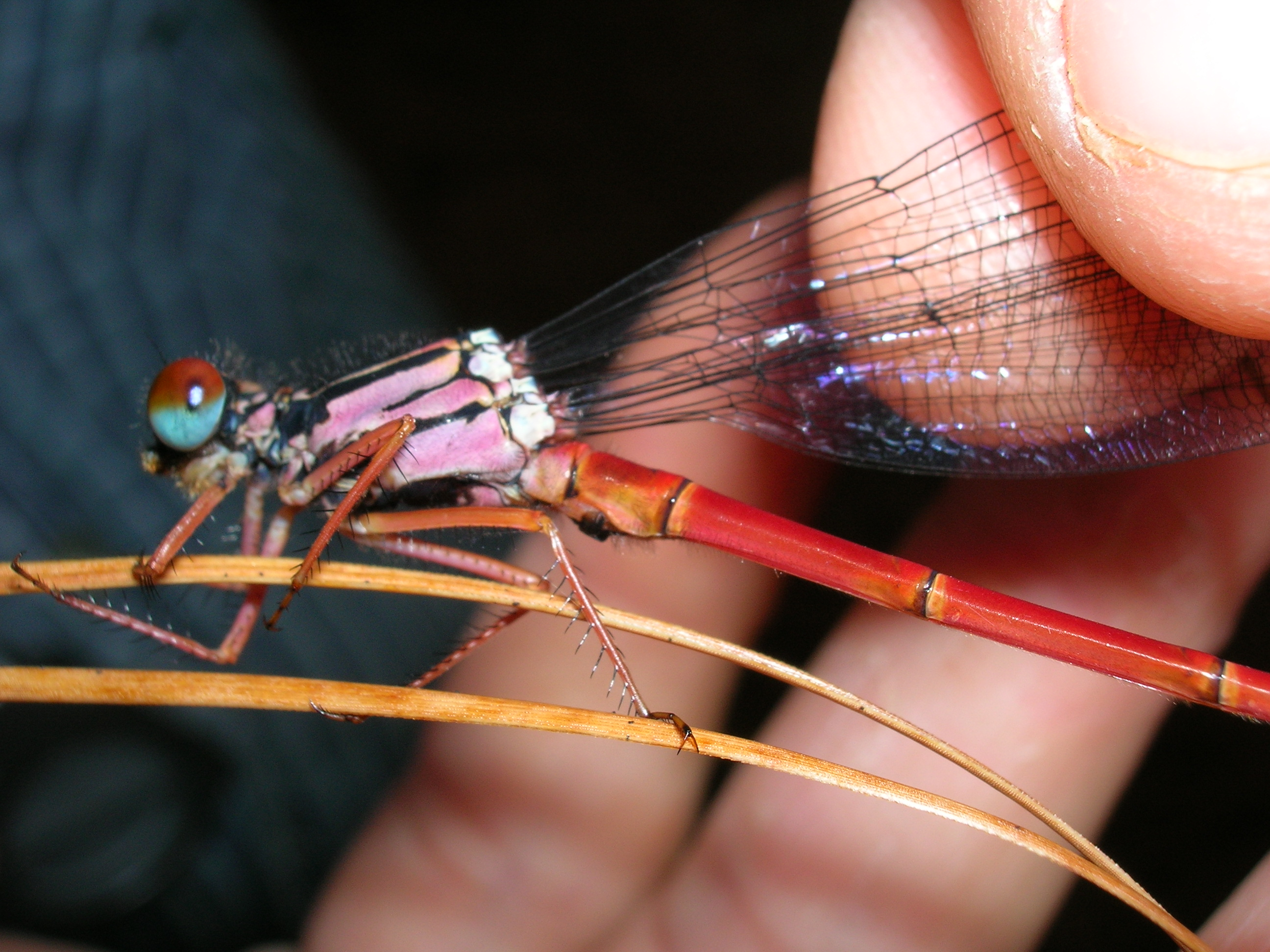
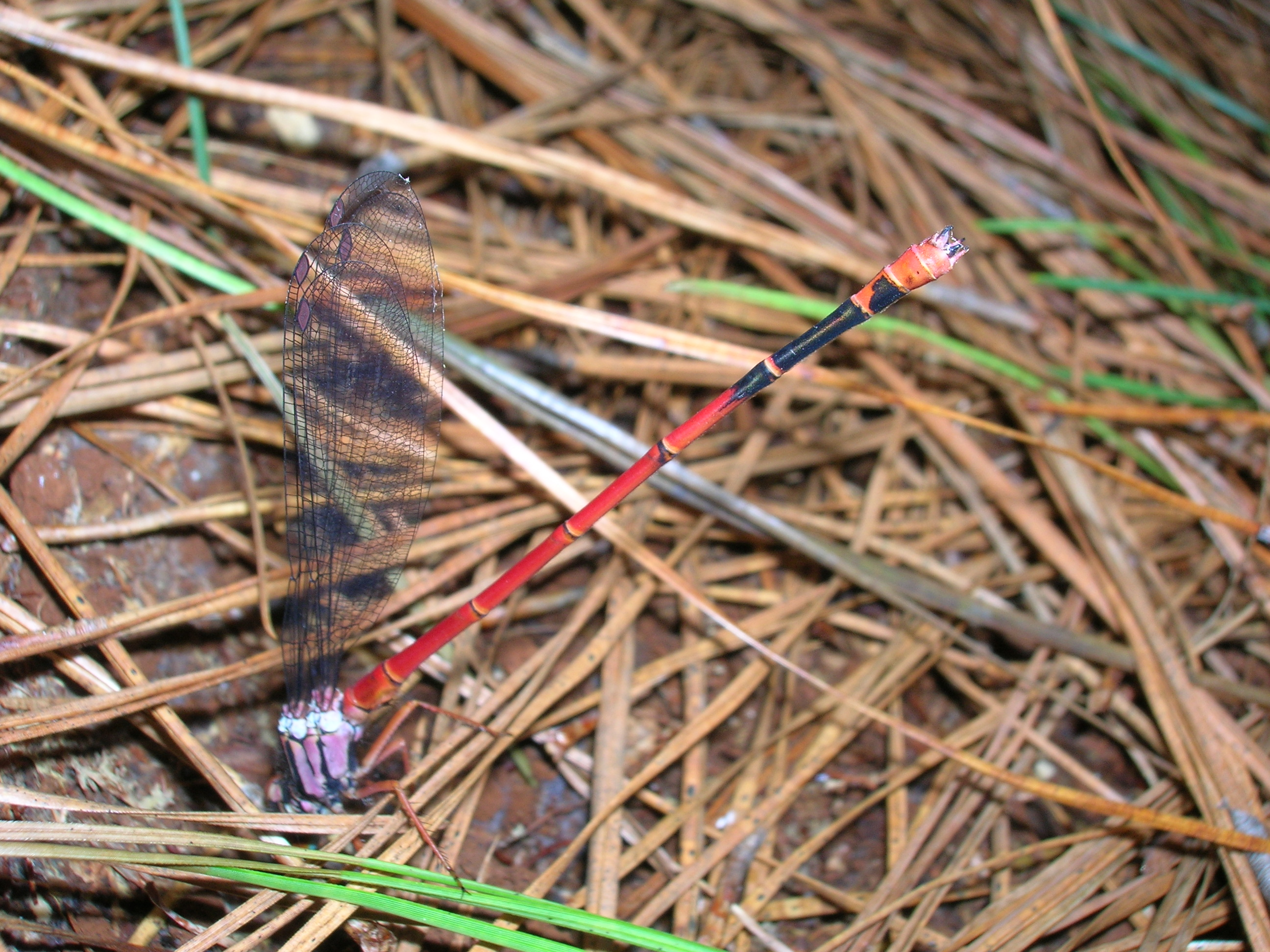